# Boisserolles
Boisserolles korábbi község Franciaország Új-Aquitania régiójában, Deux-Sèvres megyében. 
Lakosainak száma 47 fő (2018. január 1.). Boisserolles Saint-Séverin-sur-Boutonne, Villeneuve-la-Comtesse, Belleville, Saint-Étienne-la-Cigogne, Le Vert és Villiers-en-Bois községekkel határos.
2018. január 1-jén három másik korábbi községgel egyesült és az így létrejött Plaine-d’Argenson új község része lett.

## Népesség
A település népességének változása:
| Lakosok száma | 60   | 52   | 49   | 47   |
|               | 2013 | 2015 | 2017 | 2018 |